# Баніція
Баніція (лат. bannitio) — позбавлення всіх прав, виведення з-під дії норм судочинства, оголошення вигнання з держави (лат. bannire — присудити до вигнання); покарання, що полягає в оголошенні людини поза законом, засудження її на вигнання.
Присуджений звався у Речі Посполитій банітою (banita). Баніту, який перебував у межах держави, могли безкарно вбити. Вирок стосувався усіх суспільних станів.
Для шляхтича означав позбавлення важливої тоді моральної категорії — честі. Для нижчого стану міщан застосовували «висвітлення». Осіб, що за свій злочин уникнули кари смерті, бичували, після чого міський кат при світлі ліхтаря випроваджував засудженого за міський мур.
Більш важкою формою покарання була інфамія (неслава, ганьба), що застосовувалась до шляхти за найважчі злочини — розбій, крадіжку, ґвалт. Засуджений втрачав честь і добре ім'я. Він міг залишатись у межах держави із забороною займати уряди, що вимагали довіри, частково виводився з-під норм судочинства. Кожен, хто допоміг засудженому, міг бути також засуджений до інфамії. Окремо могло виноситись рішення про його безкарне вбивство, за яке вбивця отримував 200 червоних злотих і половину майна засудженого. Якщо вбивцею був засуджений до інфамії, то він міг розраховувати на зняття покарання.
Найвідомішими банітами були Самійло Зборовський, князь Дмитро Сангушко, Самійло Лящ, причому останній був присуджений до баніції 236 разів і 47 до інфамії.